# Hnědovka křídlatá
Hnědovka křídlatá (Microsorum pteropus) je obojživelná polymorfní kapradina čeledi osladičovité (Polypodiaceae). Důležitou roli hraje v akvaristice při odchovu mnoha druhů tetrovitých ryb. Používá se jako akvarijní a terarijní rostlina. Její výluh je důležitým faktorem pro odchov neonek červených.

## Popis
Dorůstá výšky 8 až 30 cm. Má plazivý oddenek, ze kterého vyrůstají kopinaté listy s krátkým řapíkem. Plazivý oddenek je hustě porostlý jemnou sítí vlásečnicových tmavě hnědých až černých kořenů, mnohdy velmi dlouhých. Z oddenku vyrůstají tmavohnědé řapíky nesoucí velmi tvrdé a až 25 cm dlouhé, široce kopinaté celokrajné listy, jež jsou mnohdy až 7 cm široké. Okraj listu je nepravidelně zvlněný. U mladých listů je zbarvení světle zelené. Starší listy tmavnou až do hnědozelena se zvýrazněnou síťkovitou žilnatinou. K uvolňování výtrusů dochází pouze nad vodou. Ty se tvoří na spodní straně listů. Shluky výtrusů (Sori) se objevují nepravidelně, jsou téměř kulaté a ve velikosti asi 2 mm. Občas se i společně rozrůstají.

## Rozšíření
Druh je široce rozšířen po celé tropické jihovýchodní Asie. Pochází především z přední Indie, jižní Číny a indomalajské oblasti od Jávy až po Filipíny. Vyskytuje se v celé řadě různých prostředí, od horských potoků až po nížinné řeky. Roste přichycena na kamenech, kmenech a větvích padlých stromů na březích říček a potoků, kde bývá často dočasně zaplavena. Lze ji nalézt mimo jiné v kořenech rostlin stojících ve vodě.

## Kultivary
V obchodní síti jsou k dispozici kromě rodových rostlin i dva vyšlechtěné kultivary:
- Kultivar 'Windelov' je s čepelí délky až 15 cm ten menší. Špičky jsou rozvětvené.
- Kultivar 'Tropica' je s šířkou listu až 15 cm a délkou čepele až 30 cm ten větší. Listy jsou hluboce odsazené a prohnuté.

V Asii, díky široké distribuční síti existuje velmi mnoho variet tohoto rodu, které jsou zde velmi populární. Většinu z těchto variet, můžete však získat jen u sběratelů nebo specializovaných prodejců. Některé z nich se používají velmi často pro navrhování přírodních akvárií.
K vidění jsou tak například, některé „úzkolisté“ variety s užšími listy a další „jehlicolisté“ formy s listy ještě užšími (5–7 mm šířka), které se vyskytují s různými délkami čepelí. K dispozici je také varieta s vlnitými, zkroucenými listy ('Undulata'), Varieta 'Red', u nichž mladé listy mají červenou barvu a varieta 'Phillipine', jejíž listy jsou strukturované, „tepané“ s kladívkovým povrchem a užšími listy, než původní druh.
Kromě těchto lze spatřit i širokolisté variety ('Latifolius'), jejíž listy dosahují výšky až 40 cm, a jsou značně větší než původní druh.
Mezi nadšenci, sběrateli a obchodníky kromě samotných variet jako „úzkolisté“, nebo „jehlicolisté“, atd. bylo dále specifikováno mnoho obtížně rozlišitelných různých typů (bez odborného popisu), zejména v rámci jednotlivých růstových forem.
Známé variety nebo kultivarové formy:
- Microsorum pteropus 'Latifolius'

Širokolistá forma. Listy této varianty mohou dosáhnout délky až 40 cm.
- Microsorum pteropus 'Narrow Leaf'

Listy této varianty jsou užší než u původního rodu a jsou 10–20 cm dlouhé. V akváriích dosahují šířky cca 1,5 cm.
- Microsorum pteropus 'Needle Leaf'

Listy jsou 10–20 cm, a v závislosti na variantě až 40 cm dlouhé. Tyto rostliny jsou důležitou součástí při zřizování rostlinných nebo přírodních akvárií. Jde o nejvyhledávanější akvarijní rostliny a protože se nepěstuje pro komerční účely, je rostlina opravdovou raritou. Často je k vidění jen u sběratelů. Vzhledem k velmi pomalému růstu není rostlina zisková a tedy komerčně nezajímavá. Ve skutečnosti by dle délky listů měly být ustanoveny alespoň dvě variety „needle leaf“. Obě verze mají mimořádně úzké 5–7 mm široké listy.
- Microsorum pteropus 'Phillipine'

Listy 10–30 cm dlouhé. Vyniká velmi strukturovaným, „kladívkovým“ povrchem a úzkými listy. Varianta „phillipine“ byla poprvé představena dánskou obchodní společnosti Tropica. V přírodě se rostliny často nacházejí v brakické vodě.
- Microsorum pteropus 'Red'

je to velkolistá forma vyznačující se velkým vzrůstem. Mladé listy této varianty mají hnědo-červenou barvu, která se stářím zbarvuje do zelena. Rostlina je 10–30 cm vysoká.
- Microsorum pteropus 'Short Narrow Leaf'

Druh s mírně zvlněnými, úzkými listy, v podmínkách akvárií rostou velmi dobře a dorůstá výšky až 10 cm.
- Microsorum pteropus 'Trident' / 'Fingers'

Šířka čepele je kopinatě úzká podobná vzpřímeným prstům. Listy rostou vějířovitě vzpřímeně.
- Microsorum pteropus 'Tropica'

Firma Tropica vlastní odrůdovou ochrannou známku pro tuto varietu. To znamená, že může být pěstována komerčně pouze na základě licence. Pěstování této variety je zřejmě i nadále jen v kompetenci firmy Tropica. Tato varieta dosahuje výšky 15 až 50 cm. A jelikož roste rychle, doporučuje se jejich požívání pouze pro velká akvária. Odrůda 'Tropica se vyznačuje typickými výčnělky na listech oproti původnímu typu.
- Microsorum pteropus 'Undulata'

Variety se vyznačuje listy od 10 až do 35 cm délky. „Undulata“ má poměrně bujný vzrůst a popisována bývá jako bohatě olistěná huňatá forma. Světle zelené listy jsou silně zvlněné až pokroucené. U této variety byly sporangia již dříve pozorována jak u emersní tak i submersní kultury. Proto zejména tato varianta poskytuje mnoho mladých rostlin z listů matečnic.
- Microsorum pteropus 'Windelov'

Tato varieta stejně jako odrůdová varieta „Tropica“ podléhá chráněnému druhu firmy Tropica. „Windelov“ varianta má konce listů tvarem připomínající paroh. Délka listů této variety dosahuje 10 až 20 cm.
Mnozí sběratelé prahnou po trpasličí formě této kapradiny, která je často mezi sběrateli zmiňována. Zda tato varieta skutečně existuje, nebo je jen snem milovníků, je stále nejasné. Jisté ale je, že nové variety se stále objevují. Tento druh je velmi variabilní, a vzhledem k tomu, že je v Asii široce používán, jsou objevovány stále nové růstové formy.

## Akvaristika

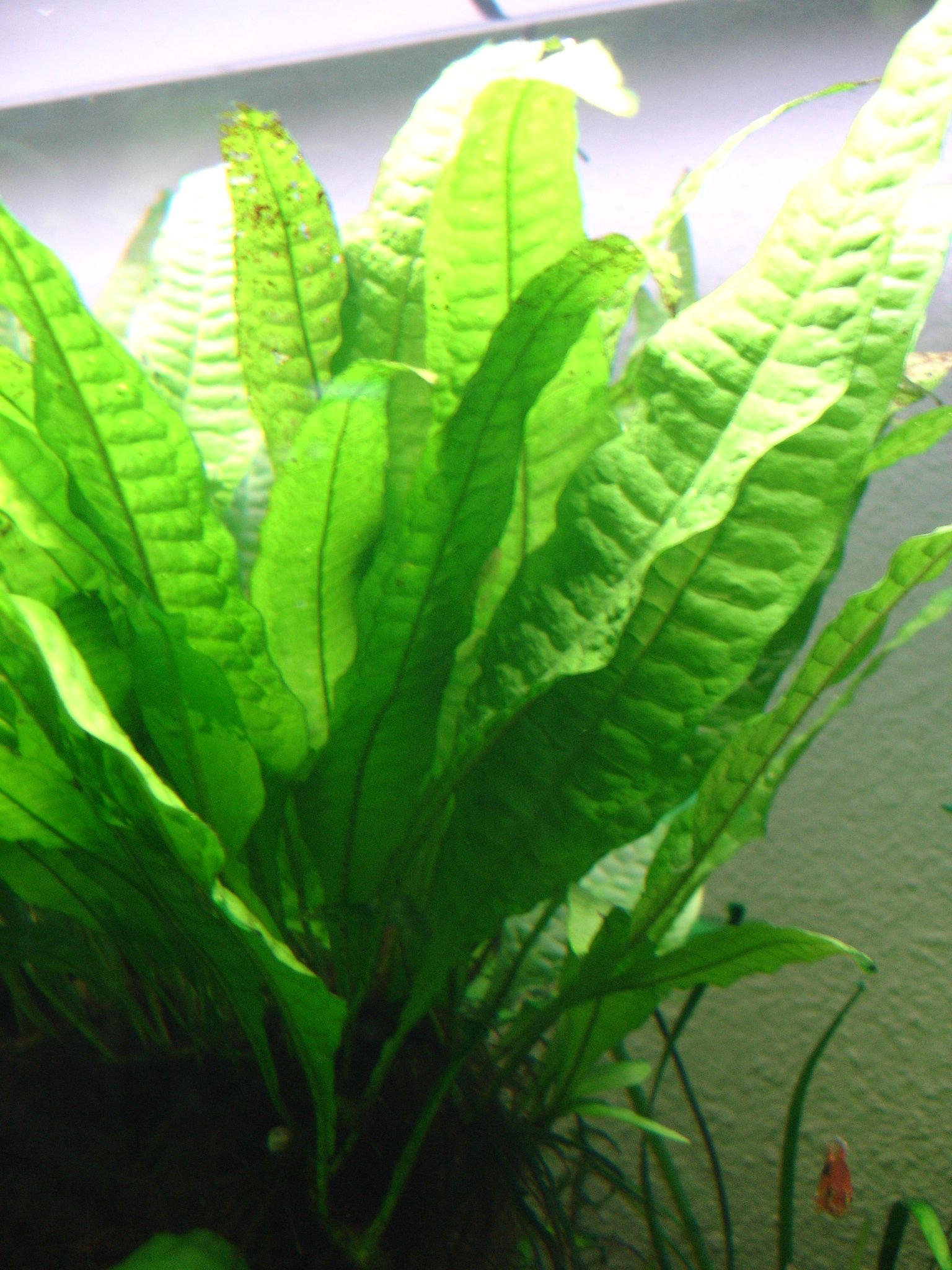
Hnědovka křídlatá (Microsorium pteropus)

Je to jedna z nejkrásnějších akvarijních rostlin. Díky nenáročnosti na složení vody a světelným potřebám, roste dobře na světlém místě i v polostínu, je vhodná pro akvária i paludária. Obvykle časem velmi pevně „přiroste“ ke kamenům, kořenům, nebo jiným drsnějším tmavým podkladům. Malé rostliny vysazené volně ve štěrku špatně rostou. V paludáriích mohou být pěstovány i ve volné zemině. Rostlina roste nejlépe ve střední až tvrdé vodě při teplotách 20 až 25 stupňů Celsia. Potřebný obsah oxidu uhličitého ve vodě zajistíme pravidelnou částečnou výměnou vody.
Množení je možné dělením delších oddenků na řízky s minimálně 3 listy, nebo oddělováním nových mladých rostlinek vyrůstajících na okrajích plně vyvinutých listů.